# Alexander Székely
Alexander Székely (ungarisch Sándor Székely; * 13. September 1797 in Székelykál; † 27. Januar 1854 in Marosszentkirály) war ein ungarisch-siebenbürgischer Poet und unitarischer Theologe. Zwischen 1845 und 1852 hatte er die Leitung der Unitarischen Kirche Siebenbürgens inne.

## Leben und Wirken
Székely studierte Jura und später Theologie an den Universitäten in Klausenburg und Wien. Während seines Studiums in Wien kam er mit der Lyrik Ossians und dem in Hexametern verfassten Epos Der Messias von Klopstock in Berührung. Nach seinem Studienabschluss wurde er 1822 Pfarrer der unitarischen Gemeinde in Torda. Bereits sein Vater István (gest. 1823) hatte als unitarischer Pfarrer gewirkt. Von seinem Vater hatte er auch das Geigespielen erlernt. 1832 wechselte er als Dozent an das Unitarische Kollegium in Klausenburg. 1836 wurde er Rektor des Kollegiums. Zwei Jahre später wurde er zum Notar und 1845 schließlich zum Leiter der Unitarischen Kirche Siebenbürgens gewählt.

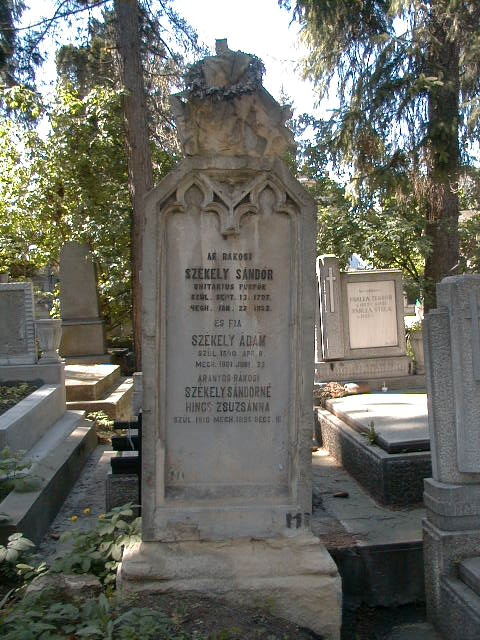
Grabstein auf dem Friedhof Hajongard

Neben seiner Arbeit für die unitarische Kirche war Székely auch schriftstellerisch tätig. Er verfasste Sonette, Oden und Epen, darunter das romantische Epos Szekler in Siebenbürgen, das die Ansiedlung der Hunnen in Siebenbürgen schildert und den Auftakt des ungarischen Nationalepos im Sinne der Romantik bildete. Székely stand auch in Kontakt mit dem ungarischen Sprachreformer Ferenc Kazinczy. Nach 1830 widmete sich Székely zunehmend geschichtlichen und kirchengeschichtlichen Aspekten. Er spielte auch eine entscheidende Rolle bei der Überarbeitung des unitarischen Gesangbuches und verfasste selbst mehrere unitarische Kirchenlieder, die noch heute gesungen werden
Székely war dreimal verheiratet. Seine ersten beiden Frauen Erzsébet Csipkés und Rozália Nagy starben jedoch schon früh. 1835 heiratete er Zsuzsanna Hincs; ihr Sohn Ádám wurde später Archivar in Klausenburg.  
Székely starb 1854 in Marosszentkirály. Sein Grab befindet sich auf dem Klausenburger Friedhof Hajongard.